# Departament General Manuel Belgrano

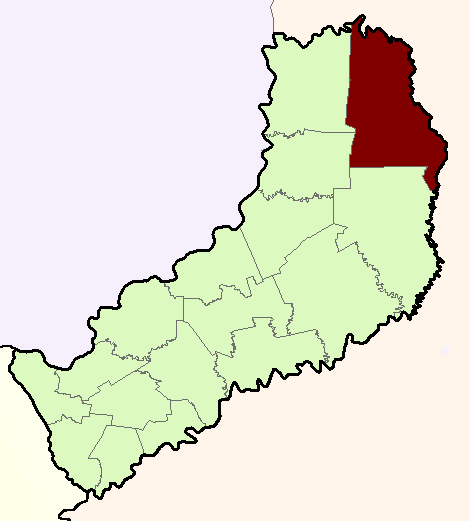
Departament General Manuel Belgrano na tle prowincji Misiones

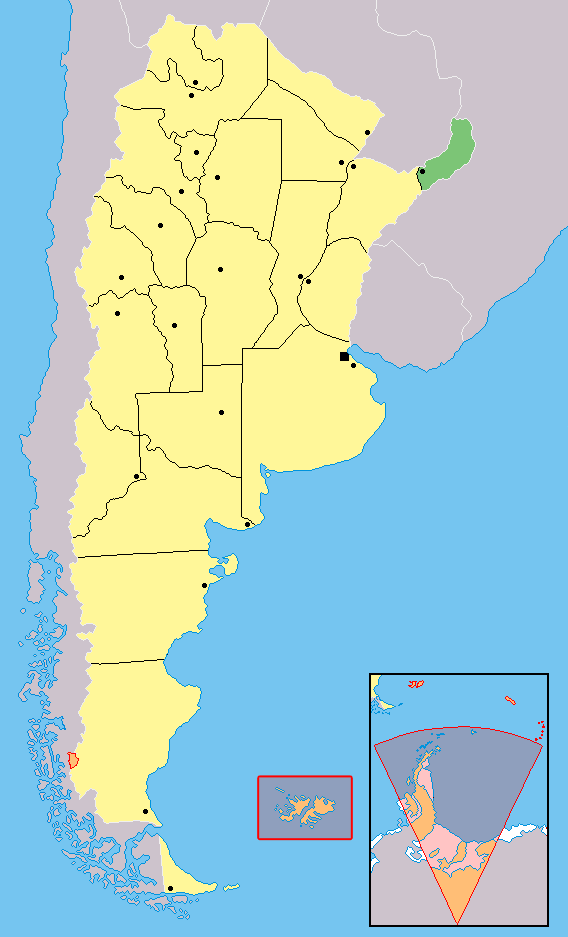

Departament General Manuel Belgrano – jeden z 17 departamentów argentyńskiej prowincji Misiones. Stolicą departamentu jest miasto Bernardo de Irigoyen.
Powierzchnia departamentu wynosi 3275 km². Na obszarze tym w 2010 roku mieszkało 42 929 osób, a gęstość zaludnienia wynosiła 13,1 mieszkańców/km².
Od północy i wschodu graniczy z Brazylią. Wokół niego znajdują się departamenty: Iguazú, Eldorado oraz San Pedro.